# RedSka
I RedSka sono stati un gruppo musicale ska punk italiano.

## Storia del gruppo
I RedSka nascono nel 2001 in Romagna (Italia).
Nel 2004 pubblicano il loro primo album ufficiale Mi son sbagliato nel confondermi (Sana Records / Audioglobe), un mix di ska punk con forti influenze californiane, con venature reggae, raggamuffin, swing, blues, hardcore e rocksteady. L'album contiene diverse collaborazioni come quella di The Hormonauts ed Enri.
Nel 2007 l'album viene riproposto in un'edizione aggiornata (contenente anche brani live e un video-clip live) pubblicata da One Step Records, etichetta discografica indipendente, fondata dallo stesso cantante della band. Un grande supporto da parte di pubblico e addetti ai lavori (fanzine, webzine, radio indipendenti e band del panorama underground italiano) consente all'album di ottenere un discreto successo anche nel resto dell'Europa (Bulgaria, Romania, Germania, Spagna, ecc), attraverso i canali di diffusione indipendente e attraverso un gran numero di concerti.
Nel 2008 i RedSka pubblicano Le mie prigioni (One Step Records / Maninalto! / Venus in Italia; One Step Records / Mad Butcher Records in Germania), album più aggressivo e duro nei suoni e nei testi rispetto al precedente. In Le mie prigioni i RedSka si dividono tra ska, punk e reggae, in un album ricco di collaborazioni con artisti significativi della scena musicale alternativa italiana (La Banda Bassotti, Matrioska, Los Fastidios, The Good Fellas, Enri).
Pur non mancando brani più leggeri, i testi toccano tematiche di attualità (guerra, religione, politica, lavoro, pregiudizi culturali e razziali) e storiche (resistenza partigiana), marcando in maniera più definitiva l'impegno sociale e politico della band stessa.
La pubblicazione de Le mie prigioni è coincisa con il ritorno sulle scene live della band, impegnata in un tour che ha toccato non solo l'Italia, ma anche altri Paesi europei. Il tour è stato suddiviso in due parti ("Le mie prigioni tour" nel 2008 e nel 2009; "Rabbia e Libertà! Tour" nel 2010 e nel 2011).
Nel settembre del 2011 viene pubblicata per l'etichetta tedesca Mad Butcher Records una nuova versione del primo album della band, con il nuovo titolo MSSNC.
Al termine del 2011, i RedSka pubblicano in Germania (Mad Butcher Records), Italia (Kob Records) e Spagna (RedStar73 Records) Rude League, uno split album con la band italo-tedesca The Offenders.
Tra gennaio e febbraio del 2012 esce in Italia, Germania e Spagna La rivolta, ultimo album della band. L'album è pubblicato e distribuito da Mad Butcher Records, One Step Records e RedStar73 Records.
L'album contiene le collaborazioni di diversi artisti del panorama underground europeo, tra cui The Offenders, No Relax, Arpioni e Rude HI-FI.
Nel 2013 pubblicano l'EP Bella ciao in Germania ed Italia (pubblicato rispettivamente da Mad Butcher Records e One Step Records).
Nell'autunno del 2014, i RedSka, dopo aver portato avanti la consueta attività live, pubblicano il loro primo album live The Mighty Live, prodotto da Mad Butcher Records e distribuito in Italia da One Step Records. L'album è stato registrato dal vivo durante il "MIghty Sounds Festival" (Repubblica Ceca), l'11/07/2014, uno dei più noti festival di musica alternativi europei.
Nella primavera del 2016, la band pubblica un EP contenente 3 brani inediti dal titolo Red Spring.
Nel febbraio del 2017, la band annuncia il proprio scioglimento.

## Formazione
- Frank Skaglione - voce e tromba
- Il Veggente a.k.a. De Veggent - tastiera
- The Lord RockSteady Montz - chitarra
- Aflo - basso
- Lele - batteria
- Teo Watchamanna - trombone
- Mr. Troy - trombone

### Ex componenti
- Il Duca - voce
- Gelo - batteria
- Paride "U' Baruni" Silvio - tromba
- Andy - trombone
- Gigi “il bruttino” - sax tenore

## Discografia

### Album in studio
- 2004 - Mi son sbagliato nel confondermi
- 2008 - Le mie prigioni
- 2012 - La rivolta

### Album dal vivo
- 2014 - The Mighty Live

### EP
- 2011 - Rude League (split con The Offenders)
- 2013 - Bella ciao
- 2016 - Red Spring